# Государственный архив социально-политической истории Кировской области
КОГКУ «ГАСПИ КО» — Кировское областное государственное казённое учреждение «Государственный архив социально-политической истории Кировской области». Дата образования: 8 октября 1938 года. В ноябре 2018 года объединен с другими архивами г. Кирова в Кировское областное государственное бюджетное учреждение «Центральный государственный архив Кировской области» (КОГБУ «ЦГАКО»).

## Информация о документах
Количество дел: на 1 января 2009 г. в архиве хранится 4229 фондов, 816.610 единиц хранения

### Виды и хронологические рамки документов
- документы местных органов,
- организаций,
- учреждений Коммунистической партии (РКП(б) — ВКП(б) — КПСС — КП РСФСР), комсомола (РКСМ — РЛКСМ — ВЛКСМ — ЛКСМ РСФСР), действовавших до августа 1991 г. на территории Вятской губернии — Кировской области;
- предприятий легкой промышленности,
- средств массовой информации,
- общественных организаций:
  - профсоюзных,
  - общественно-политических,
  - просветительных,
  - научно-технических,
  - творческих,
  - социальной помощи,
  - спортивных;
- фонд судебно-следственных дел репрессированных граждан в основном за 1918—2007 годы

## Задачи
Одна из основных задач архива — исполнение запросов социально-правового характера от граждан, судов, предприятий и организаций:
- по стажу и заработной плате работников партийных, комсомольских органов и ликвидированных организаций, документы которых поступили на хранение в архив, по награждению за отличия в труде Почетными грамотами, знаками и значками;
- до 700 запросов в год поступает от граждан, епархий, управлений ФСБ, прокуратуры, судов, информцентра УВД Кировской и других областей по подтверждения факта репрессий и реабилитации, изъятия имущества граждан, осужденных по ст. 58 УК РСФСР 1926 года

## Деятельность
Архив активно исполняет и самые разнообразные тематические запросы от учреждений, предприятий и организаций и граждан:
- об источниках финансирования строительства зданий, жилых помещений, занимаемых ранее партийными органами, его учреждениями и сотрудниками
- о принадлежности зданий и сооружений органам власти, местного самоуправления и КПСС
- о пуске объектов в эксплуатацию; по истории организаций, предприятий, средств массовой информации
- сообщает биографические сведения
- по истории Вятской губернии — Кировской области
- об участии населения Кировской области в Великой Отечественной войне
- об организациях и предприятиях, находившихся в эвакуации в г. Кирове и области
- и многие другие.

Среди пользователей читального зала — учащиеся старших классов общеобразовательных школ, студенты, работающие над первыми исследовательскими работами, курсовыми и дипломными, соискатели ученых степеней и званий, работающие над кандидатскими и докторскими диссертациями, кандидаты и доктора наук, в том числе иностранные, представители духовенства, пишущие истории приходов и готовящие материалы на комиссию по канонизации.
Для работы с пользователями архив активно использует современные технологии: интернет, электронную почту.

## Штат
- 18,25 — руководители, основной персонал
- 10,25 — обеспечивающий персонал

## Местонахождение
г. Киров, ул. Казанская, 16а

Здание построено в 1967 году